# Deer Park (Texas)
Deer Park é uma cidade localizada no estado norte-americano do Texas, no Condado de Harris.

## Demografia
Segundo o censo norte-americano de 2000, a sua população era de 28.520 habitantes.
Em 2006, foi estimada uma população de 29.784, um aumento de 1264 (4.4%).

## Geografia
De acordo com o United States Census Bureau tem uma área de 26,8 km², dos quais 26,8 km² cobertos por terra e 0,0 km² cobertos por água.

## Localidades na vizinhança
O diagrama seguinte representa as localidades num raio de 12 km ao redor de Deer Park.